# Van Williams (musicista)
Van Williams (New York, 5 novembre 1966) è un batterista statunitense noto per aver militato nei Nevermore, band heavy metal di Seattle.
Prima di entrare a far parte dei Nevermore nel 1994, Williams ha suonato per due anni in una band Progressive metal di New York, i Tobor Vog, con il chitarrista Greg Giametta. In Aprile 2011 Van e Jeff Loomis lasciano la band a causa di insanabili divergenze stilistiche.